# هاکودا (آلاباما)
هاکودا (به انگلیسی: Hacoda) یک منطقهٔ مسکونی در ایالات متحده آمریکا است که در شهرستان گنوا، آلاباما واقع شده‌است. هاکودا ۴۶٫۹۴ متر بالاتر از سطح دریا قرار دارد.